# 熊草
熊草（Xerophyllum tenax）屬黑藥花科（Melanthiaceae），是一年生植物，與百合花爲近親。原產於北美洲山區，從南不列顛哥倫比亞到加利福尼亞州以及東懷俄明州的亞高山帶草地、沿岸山脈都很常見。它也有很多別名，包括：熊草（beargrass、妻草（squaw grass、肥皂草（soap grass）、quip-quip及印弟安籃草（Indian basket grass）。
百合科旱葉百合屬擁有線狀葉，形似芒草般細緻，葉片質地硬，但線條柔軟自然，多年生白花一次，能長至十五至一百五十釐米高，由接近地面的高度長出成束的稍爲蜷曲的葉子。葉子橄欖綠色帶鋸齒，長三十至一百釐米，寬二至六毫米。花開在從底部長出長莖上，白色，微香。

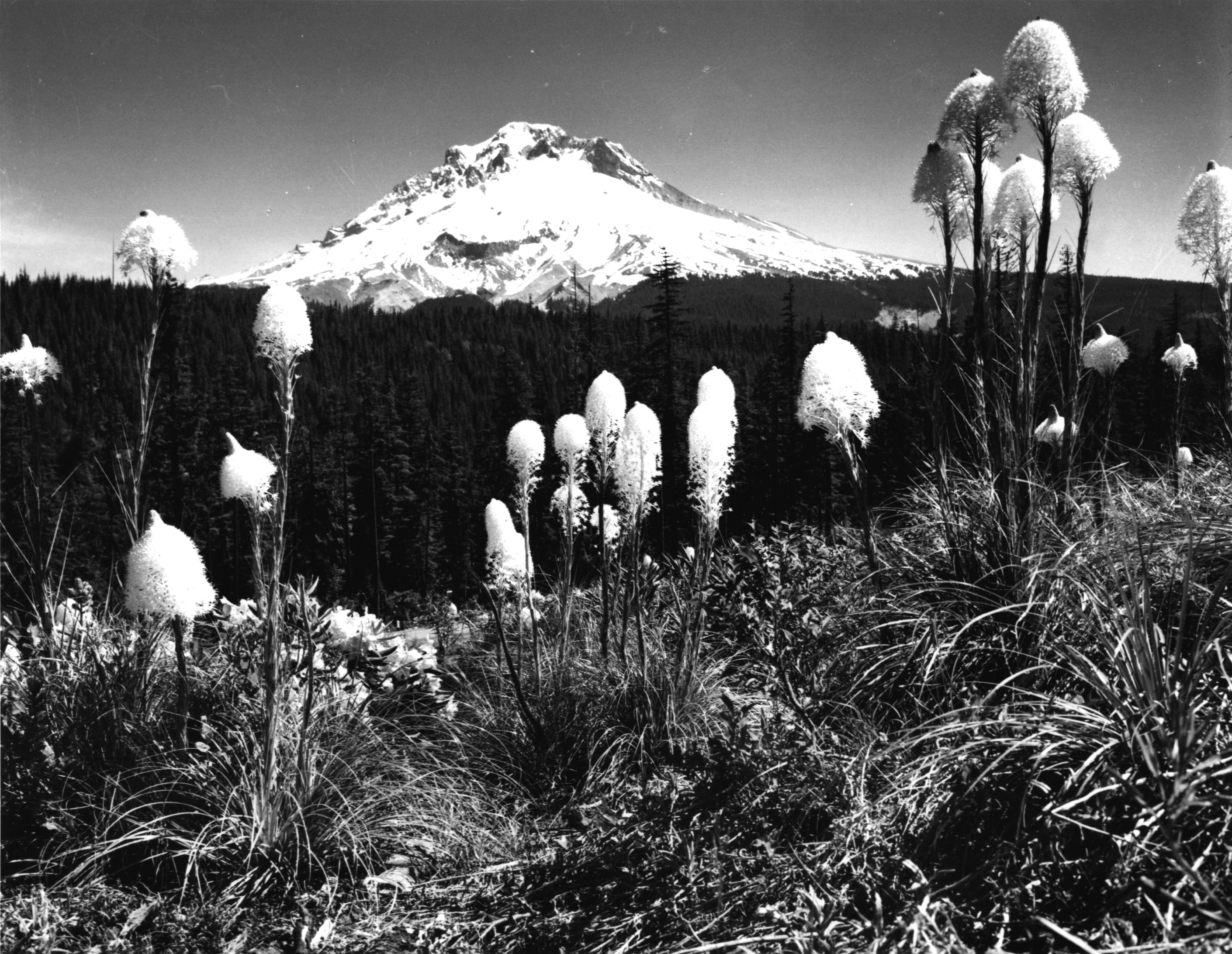
熊草

百合科旱葉百合屬在它原生長的區域內是重要的火生態學組成部分。火會燒掉地上已死的植物，但百合科旱葉百合屬的球根莖會存活下來。經火燒後，它會長得更旺盛。並且，它常常是經山火後最先長出的植物。
這個種類的植物長期被美洲土著用作編織籃子。因爲它的纖維性的葉子乾後會由綠色轉爲白色並且堅韌耐用。
1. ↑  Kew World Checklist of Selected Plant Families